# Литовой
Литовой або Литовий (Lytuoy) — князь (воєвода) Мунтенії (Волощини), що правив у другій половині ХІІІ століття. Був господарем земель, розташованих у Північній Олтенії, на південь від Карпат, після найбільшого вторгнення монголо-татар у Центральну Європу.

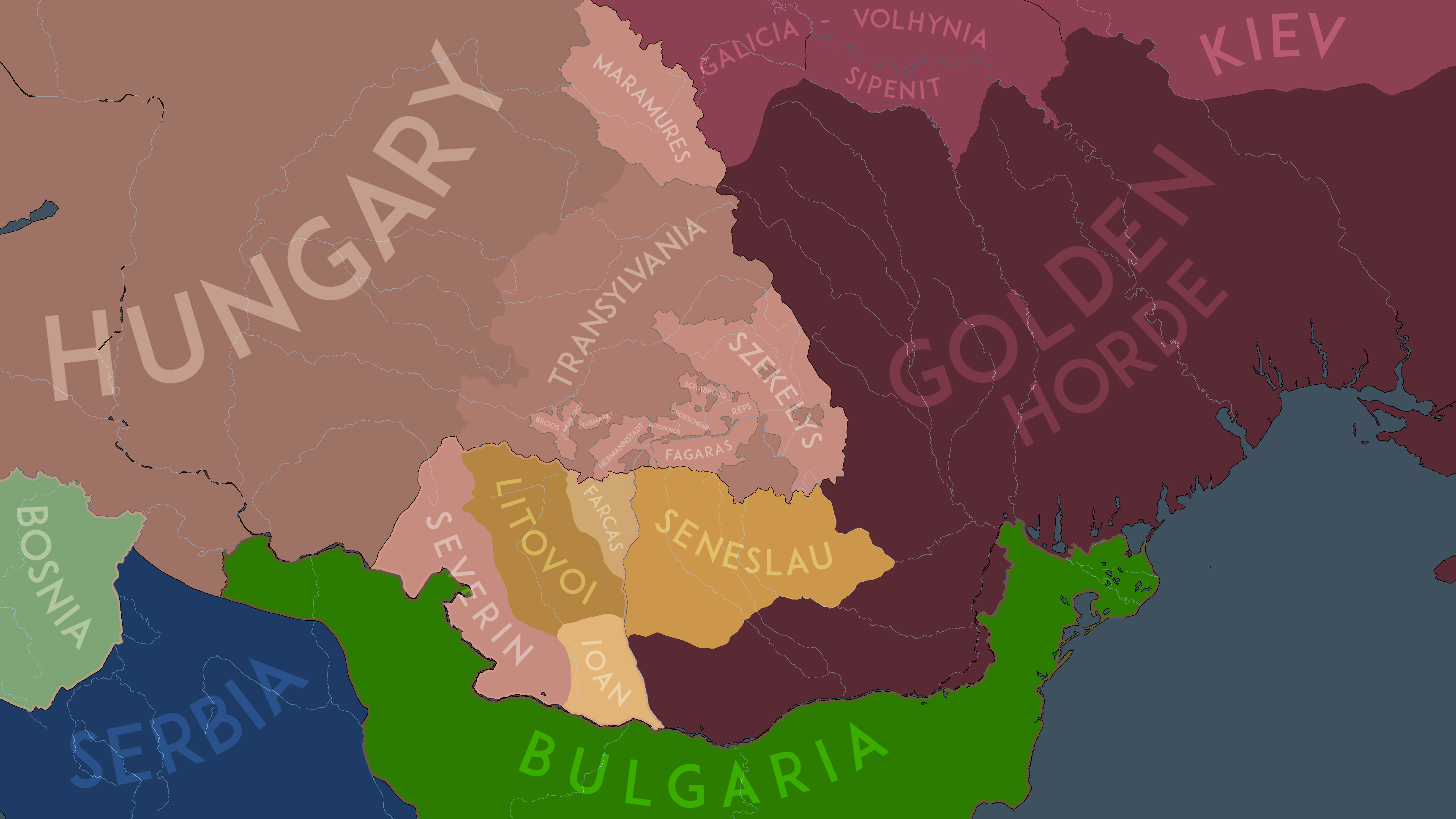
Поділ земель Волощини згідно з грамотою Йоанітів, 1247 р.

Був сучасником і наступником князя Сенеслава. На початку 1241 р. хан Батий разом із Шейбаном і Бардулаєм виступили зі своїми військами на Придунав'я. Монголо-татари увійшли на землі вздовж річки Олт, але там були відбиті Волоськими воєводами Литовим і Сенеславом.
Литовий є воєводою, який згадується у дипломі Йоанітів, документі виданому королем Угорщини Белою IV 2 липня 1247 року. Диплом надавав території для Лицарів-госпітальєрів у банаті Северин. У документі дозволялось лицарям оселитися в Северині, де вони мали захищати кордони від половецьких (куманських) набігів. Відповідно до грамоти, король віддав лицарям території на схід від річки Олт, за винятком території воєводи Сенеслава та «за винятком землі князату воєводи Литового», так «як вони до цього в ній панували».
В угорських джерелах його ім'я також подається як Lytuoy або Lytuon, а земля, якою він правив, як Lytua. Ім'я Литовой має слов'янське походження.
Литовой був наймогутнішим з усіх навколишніх місцевих правителів. До його земель також входив округу Гарцоґ (terra Harszoc або Țara Hațegului). Згідно з румунським істориком Іоаном-Аурелом Попом, король Угорщини захопив Гарцог у Литового незадовго до 1247 року. Також намагався повернути землі рівнини Дунаю, які після монголо-татарської навали заселяли половці й татари. Починаючи з 1270—1272 рр., князь Літовий, наступник князя Сенеслава, поширив свою владу також на долішню Мунтенію та область річки Жіу. Але 1272 року Литовий зазнав поразки в боях при Рау, і його воєводство було зменшено.
Близько 1277 (або між 1277 і 1280 роками) Литовий відмовляється визнати васальну залежність від Угорщини, та воював з угорцями за землі, які хотів захопити король Ласло IV Половець (1272—1290), але які були його спадковими володіннями. Князь Літовий загинув у бою з окупантами. Ця подія описана в королівському листі від 8 січня 1285 року, в якому король Ласло IV дарував села в Сароському повіті (нині Словаччина) полководцю Георге Баксі, що очолив каральний загін проти Олтенії.
Історик Іоан Аурел Поп припускає, що князь Литовий, згаданий у грамоті 1247 р., не був ідентичним Литовому, смерть якого описана в грамоті 1285 р., і останній, ймовірно, був наступником першого.

Його молодшого брата князя Бербата, що став його наступником, узяв у полон і відправив до угорського королівського двору Георге Бакса. Там князя змусили не тільки заплатити викуп, але й підписати мирну угоду та визнати себе васалом короля Угорщини.